# Swedish Zombie
Swedish Zombie är ett bokförlag som ger ut skräcklitteratur. Utgivningen består av samtida, svenskspråkig skräck och urban fantasy.

## Historik
Swedish Zombie startade som bokblogg 2011 och publicerade recensioner, intervjuer och noveller av svenska författare fram till år 2014. 2013 publicerades antologin Bländverk döpt efter novellen med samma namn av Stewe Sundin. Bländverk innehöll noveller av bland andra Caroline L Jensen, Anna Kerubi och Kristoffer Leandoer. 2015 lades bloggen ned och Swedish Zombie övergick till att vara ett renodlat bokförlag. Förlagets första utgivna roman var Christian Johanssons Skönheten. Utöver romaner publicerar förlaget antologiserien 13 svarta sagor samt noveller i digital form för att lyfta fram novellkonsten i skräckgenren.
Förläggaren och redaktören Jonny Berg har medverkat i många sammanhang med anknytning till skräck inom populärkulturen, bland annat i Litteraturmagazinet.

## Utgivning

### 2015
- Jonny Berg (red): 13 svarta sagor (novellantologi) ISBN 978-91-98159-83-7
- Christian Johansson: Skönheten (roman) ISBN 978-91-98159-85-1
- Cia Sigesgård: Nio månader (novelltryck) ISBN 978-91-88185-07-5
- Johannes Pinter: 1007 (roman) ISBN 978-91-88185-10-5

### 2016
- Lupina Ojala: Felice (novelltryck) ISBN 978-91-88185-19-8
- Johannes Pinter: Vackra kyrkor jag besökt (roman) ISBN 978-91-88185-16-7
- Jonny Berg (red): 13 svarta sagor om superhjältar (novellantologi) ISBN 978-91-88185-17-4
- Lova Lovén: Trojanerna (roman) ISBN 978-91-88185-25-9

### 2017
- Love Kölle: Ingrid (kortroman) ISBN 978-91-88185-24-2
- Jonny Berg (red): 13 svarta sagor om ond bråd död (novellantologi) ISBN 978-91-88185-35-8
- Pål Eggert: Dödfödd (roman) ISBN 978-91-88185-35-8

### 2018
- Jonny Berg (red): 13 svarta sagor om superskurkar (novellantologi) ISBN 978-91-88185-42-6
- Sofia Albertsson: Stockholmspesten (roman) ISBN 978-91-88185-47-1

### 2019
- Mårten Dahlrot (text) och Joakim Hanner (illustration): Flickan i hörnet (Sagor för döda barn del 1, bilderbok) ISBN 978-91-88185-60-0
- Jonny Berg (red): 1873 13 svarta sagor del 5 (novellantologi) ISBN 978-91-88185-69-3
- Pål Eggert: Döda platser (Borde vara död del 3, roman) ISBN 978-91-88185-73-0

### 2020
- Johannes Pinter med flera (red): Berättelser från bårhuset (novellantologi) ISBN 978-91-88185-78-5
- E.P. Uggla: Första hösten: blå gryning (roman) ISBN 978-91-88185-80-8
- E.P. Uggla: Första hösten: röd skymning (roman) ISBN 978-91-88185-77-8
- Johanna Glembo: Rötmånad (roman) ISBN 978-91-88185-57-0
- Mårten Dahlrot (text) och Joakim Hanner (illustration): Det som kommer i natten (Sagor för döda barn del 2, bilderbok) ISBN 978-91-88185-91-4
- Mårten Dahlrot (text) och Joakim Hanner (illustration): Dödisgubben (Sagor för döda barn del 3, bilderbok) ISBN 978-91-88185-92-1
- Frida Windelhed: Rött universum (Den nya skräcken del 1, kortroman) ISBN 978-91-89115-12-5
- Erik Odeldahl och Fredrik Stennek: Köttmarknad (Den nya skräcken del 2, kortroman) ISBN  978-91-89115-14-9
- Sofia Albertsson: Benkvarnen – En novellsamling (novellsamling) ISBN 978-91-89115-13-2

### 2021
- Jenny Lundin: Slaktmarker (Den nya skräcken del 3, kortroman) ISBN 978-91-89115-16-3
- Pål Eggert: Borde vara död (Borde vara död del 1, roman) ISBN 978-91-88185-71-6
- Pål Eggert: Dödfödd (Borde vara död del 3, roman) ISBN 978-91-88185-72-3
- David Renklint: Jag dödar en (Den nya skräcken del 4, kortroman) ISBN 978-91-89115-21-7
- Mårten Dahlrot: Det jävla djuret (Den nya skräcken del 5, kortroman) ISBN 978-91-89115-22-4
- Frida Windelhed: Järnvärld (Den nya skräcken del 6, kortroman) ISBN 978-91-89115-23-1
- Tomas Arvidsson: Skräckkokboken – mat och skräckfilm i utsökt kombination (sakprosa) ISBN 978-91-89115-15-6

### 2022
- Jonny Berg och Sofia Albertsson (red): Rymdskräck: 13 svarta sagor del 6. Illustrationer av Henrik Gallon (novellantologi) ISBN 978-91-89115-33-0
- Jonny Berg och Jenny Lundin (red): Övergivna platser: 13 svarta sagor del 7. Illustrationer av Åse Bergström (novellantologi) ISBN 978-91-89115-32-3
- Rikard Slapak: Nattskräck. Illustrationer av Ambra Bojek (novellsamling) ISBN 978-91-89115-38-5
- Eira A. Ekre: Tandläkarmanifestet (roman) ISBN 978-91-89115-37-8
- Johannes Pinter: 1007. Andra utgåvan (roman) ISBN 978-91-89115-40-8

### 2023
- Daniel Gustavsson: Skräck i populärkulturen (essäer) ISBN 978-91-89115-42-2
- Johannes Pinter: Mardrömmaren och andra berättelser (novellsamling) ISBN 978-91-89115-41-5
- David Renklint: Pissråtta (Den nya skräcken del 7, kortroman) ISBN 978-91-89115-44-6
- Jenny Classon: Skavanker (Den nya skräcken del 8, kortroman) ISBN 978-91-89115-46-0
- Sofia Albertsson: Blöd för berget (Den nya skräcken del 9, kortroman) ISBN 978-91-89115-47-7
- Anna-Karin Tellgren och Marie Metso: Gynnaren (Den nya skräcken del 10, kortroman) ISBN 978-91-89115-48-4

### 2024
- Linnéa Wikman: Bärarn (roman) ISBN 978-91-89115-50-7
- Elin Edberg: Likfarmen (Den nya skräcken del 11, kortroman) ISBN 978-91-89115-49-1
- Sofia Albertsson: Hungermyren (roman) ISBN 978-91-89115-51-4
- Herman Geijer: Jakten på Död oktober (novelltryck) ISBN 978-91-89115-54-5
- KG Johansson: Hålet (roman) ISBN 978-91-89115-53-8
- Jonny Berg och Mårten Dahlrot (red): Evig fasa. 13 svarta sagor del 8. Illustrationer av Henrik Gallon (novellantologi) ISBN 978-91-89115-52-1

### 2025
- Frida Windelhed: Ropa inte ut i mörkret (novellsamling) ISBN 978-91-89115-55-2
- Tomas Persson: Nåd (novellsamling) ISBN 978-91-89115-57-6